# Provincia di Segovia
Segovia è una provincia della comunità autonoma di Castiglia e León, nella Spagna centrale. Confina con le province di Ávila a sud-ovest, di Valladolid a nord-ovest, di Burgos a nord e di Soria a nord-est e con la Castiglia-La Mancia (provincia di Guadalajara) e la comunità autonoma di Madrid a sud-est. La superficie è di 6.921 km², la popolazione nel 2002 era di 149.286 abitanti. Il capoluogo è Segovia, altri centri importanti sono Cuéllar e El Espinar.

## Suddivisioni territoriali
La provincia di Segovia è divisa, sia pure non in forma ufficiale, in diverse comarche storiche che comprendono ciascuna comuni e villaggi propri e sono denominate Comunidad de Villa y Tierra (Comunità di città e terre):
- Segovia
- Ayllón
- Coca
- Cuéllar
- Fresno de Cantespino
- Fuentidueña
- Maderuelo
- Montejo
- Pedraza
- Sepúlveda